# 自治連邦議会 (北マリアナ諸島)
自治連邦議会（じちれんぽうぎかい、英語: Commonwealth Legislature）は、アメリカ合衆国の自治領である北マリアナ諸島の立法府。議会は両院制で、20名の下院と9名の上院からなる。下院議員の任期は2年、上院議員の任期は4年で、いずれも任期制はない。議会はサイパン市で開かれる。

## 概要
合衆国議会と同様、上院の議席は3つの地区（各3議席）に分かれており、その境界線は市町村の境界線と同じである（ただし、かろうじて人が住んでいる北方諸島はサイパンに編入されている）。憲法は、北方諸島の人口が1,000人を超えた場合、4番目の選挙区を設けることを規定している。上院の議席は、アメリカの上院議員のクラスと同じように2つのクラスに分けられ、1つのクラスは各選挙区から1人の上院議員で構成され、2つ目のクラスは各選挙区から2人の上院議員で構成される。憲法批准後の最初の選挙では、3番目に得票数の多かった上院議員が2年間その議席を保持した。上院議員の資格要件は、25歳以上、連邦に5年間居住していること、代表選挙区の有権者として登録されていることである。憲法は、より高い居住要件を立法化することを認めている。
下院議員は7つの選挙区から選出される。2つの選挙区はそれぞれ 1 議席ずつで、1 つはロタ、もう 1 つはテニアンとアギグアンの選挙区である。残りの5つの選挙区は複数の議員を選出し、3つの選挙区は2人、2つの選挙区は6人で、すべてサイパンに位置し、1つの選挙区には北方諸島も含まれる。憲法は、北方諸島の人口がいずれかの代表議員の数を超えた場合、北方諸島を別の地区とすることを定めている。国勢調査後、10年ごとに再割当てが行われる。下院議員の資格要件は、21歳以上であること、連邦に3年間居住していること、代表選挙区の登録有権者であることである。上院と同様、議会はより高い居住条件を制定することができる。
州議会には、北マリアナ諸島連邦青年議会（Commonwealth of the Northern Mariana Islands Youth Congress）という青年議会もある。

## 歴史
近代的な議会は、1976年4月1日、連邦内務長官トーマス・S・クレッペによる秘書命令第2989号に基づき、自治権の弱かったマリアナ諸島地区議会に代わって設置された。この閣僚レベルの命令は、前年に国民投票の下でアメリカ合衆国との政治統合を樹立したマリアナ諸島の自治権の拡大を反映し、連邦の地方政府を再編成するものであった。
連邦は1978年1月に正式に設立され、憲法の規定通り、最初の下院議員は14人（サイパンからは12人）だった。その後、憲法の許容する範囲内で、2008年の第16回州議会から下院議員は20名（サイパンからは18名）に増員された。
北マリアナ諸島の選挙は、総選挙が奇数年に行われる米国でも数少ない政治区分の一つであった（ケンタッキー州、ルイジアナ州、ミシシッピ州、ニュージャージー州、バージニア州と並ぶ）。2009年1月にアメリカ合衆国議会に議決権を持たない下院議員の地位が設けられ、2008年11月に選挙が行われた後、2009年の選挙で住民投票が承認され、2011年の選挙が延期され、すべての政治家の任期が1年延長された。